# WTA-toernooi van Canberra
Het WTA-toernooi van Canberra is een jaarlijks terugkerend tennistoernooi voor vrouwen dat van 2001 tot en met 2006 werd gespeeld op de hardcourtbanen van de National Sports Club in Lyneham, een buitenwijk van de Australische federale hoofdstad Canberra. De officiële naam van het toernooi was laatstelijk Richard Luton Properties Canberra International.
Het toernooi, dat meestal in de categorie "Tier V" viel, werd door de WTA georganiseerd in januari als voorbereiding op het Australian Open. De eerste ronde van het hoofdtoernooi startte steeds op zondag, om op zaterdag te kunnen eindigen. Na 2006 werd het toernooi niet voortgezet.
In 2024 werd het onder de naam Workday Canberra International hervat, in de categorie WTA 125, op het Canberra Tenniscentrum. Het toernooi begon nu op maandag, maar eindigde als vanouds op zaterdag.

## Officiële toernooinamen
| 2001      | Canberra International                            |
| 2002–2004 | Canberra Women's Classic                          |
| 2005      | Richard Luton Properties Canberra Women's Classic |
| 2006      | Richard Luton Properties Canberra International   |
| 2024      | Workday Canberra International                    |

## Finales

### Enkelspel
| Datum      | Naam                           | Cat.          | ($)           | Ondergrond        | Winnares            | Verliezend finaliste | Uitslag       |               |
| ---------- | ------------------------------ | ------------- | ------------- | ----------------- | ------------------- | -------------------- | ------------- | ------------- |
| 2001-01-07 | Canberra International         | Tier III      | 170.000       | hardcourt, buiten | Justine Henin       | Sandrine Testud      | 6-2, 6-2      | details       |
| 2002-01-06 | Canberra Women's Classic       | Tier V        | 110.000       | hardcourt, buiten | Anna Smashnova      | Tamarine Tanasugarn  | 7-5, 7-6      | details       |
| 2003-01-05 | Canberra Women's Classic       | Tier V        | 110.000       | hardcourt, buiten | Meghann Shaughnessy | Francesca Schiavone  | 6-1, 6-1      | details       |
| 2004-01-11 | Canberra Women's Classic       | Tier V        | 110.000       | hardcourt, buiten | Paola Suárez        | Silvia Farina-Elia   | 3-6, 6-4, 7-6 | details       |
| 2005-01-09 | Canberra Women's Classic       | Tier V        | 110.000       | hardcourt, buiten | Ana Ivanović        | Melinda Czink        | 7-5, 6-1      | details       |
| 2006-01-08 | Canberra International         | Tier IV       | 145.000       | hardcourt, buiten | Anabel Garrigues    | Cho Yoon-jeong       | 6-4, 0-6, 6-4 | details       |
| 2007–2023  | geen toernooi                  | geen toernooi | geen toernooi | geen toernooi     | geen toernooi       | geen toernooi        | geen toernooi | geen toernooi |
| 2024-01-01 | Workday Canberra International | WTA 125       | 164.000       | hardcourt, buiten | Nuria Párrizas Díaz | Harriet Dart         | 6-4, 6-3      | details       |

### Dubbelspel
| Datum      | Naam                           | Cat.          | ($)           | Ondergrond        | Winnaressen                         | Verliezend finalistes                   | Uitslag       |               |
| ---------- | ------------------------------ | ------------- | ------------- | ----------------- | ----------------------------------- | --------------------------------------- | ------------- | ------------- |
| 2001-01-07 | Canberra International         | Tier III      | 170.000       | hardcourt, buiten | Nicole Arendt Ai Sugiyama           | Nannie de Villiers Annabel Ellwood      | 6-4, 7-6      | details       |
| 2002-01-06 | Canberra Women's Classic       | Tier V        | 110.000       | hardcourt, buiten | Nannie de Villiers Irina Seljoetina | Samantha Reeves Adriana Serra Zanetti   | 6-2, 6-3      | details       |
| 2003-01-05 | Canberra Women's Classic       | Tier V        | 110.000       | hardcourt, buiten | Tathiana Garbin Émilie Loit         | Dája Bedáňová Dinara Safina             | 6-3, 3-6, 6-4 | details       |
| 2004-01-11 | Canberra Women's Classic       | Tier V        | 110.000       | hardcourt, buiten | Jelena Kostanić Claudine Schaul     | Caroline Dhenin Lisa McShea             | 6-4, 7-6      | details       |
| 2005-01-09 | Canberra Women's Classic       | Tier V        | 110.000       | hardcourt, buiten | Tathiana Garbin Tina Križan         | Gabriela Navrátilová Michaela Paštiková | 7-5, 1-6, 6-4 | details       |
| 2006-01-08 | Canberra International         | Tier IV       | 145.000       | hardcourt, buiten | Marta Domachowska Roberta Vinci     | Claire Curran Līga Dekmeijere           | 7-6, 6-3      | details       |
| 2007–2023  | geen toernooi                  | geen toernooi | geen toernooi | geen toernooi     | geen toernooi                       | geen toernooi                           | geen toernooi | geen toernooi |
| 2024-01-01 | Workday Canberra International | WTA 125       | 164.000       | hardcourt, buiten | Veronika Erjavec Darja Semeņistaja  | Kaylah McPhee Astra Sharma              | 6-2, 6-4      | details       |